# Александр Едлер
Александр Едлер (швед. Alexander Edler; нар. 21 квітня 1986, Естерсунд) — шведський хокеїст, захисник. Грав за збірну команду Швеції.

## Ігрова кар'єра
Хокейну кар'єру розпочав 2001 року виступами за команду першого дивізіону Швеції «Ємтланд».
2004 року був обраний на драфті НХЛ під 91-м загальним номером командою «Ванкувер Канакс».
Сезон 2004–05 Александр провів у складі МОДО.
29 червня 2005 клуб «Келона Рокетс» (ЗХЛ) обрав шведа під 58-м номером. Наступний сезон Едлер відіграв за юніорську команду Канади, а з вересня 2006 захищає кольори клубу «Манітоба Мус» (АХЛ).
4 листопада 2006 Александр дебютував в НХЛ в матчі проти «Колорадо Аваланч». 30 листопада відзначився першим голом закинувши шайбу у ворота Жана-Себастьяна Жигера «Анагайм Дакс».
9 жовтня 2008 швед уклав новий чотирирічний контракт з «Ванкувер Канакс». 7 лютого 2009 Александр провів найкращий матч у сезоні набравши чотири очки (один гол та три передачі) у грі проти «Чикаго Блекгокс».
У сезоні 2009–10 Едлер зробив 37 результативних передач це перший результат серед захисників та 42 очка, що стало другим результатом після Крістіана Ергоффа. У плей-оф швед набрав 6 очок у 12 матчах, отримавши травму в шостій вирішальній грі проти «Чикаго Блекгокс».
У сезоні 2010–11 Александр пропустив матчі регулярного чемпіонату з січня по березень через травму спини. У плей-оф 2011 «Канакс» вперше за сімнадцять років вийшов до фіналу Кубка Стенлі, де поступився в семи матчах «Бостон Брюїнс». За підсумками плей-оф швед посів друге місце серед захисників «Ванкуверу».
Перед сезоном 2011–12 Едлер стає лідером клубу серед захисників через перехід Крістіана Ергоффа до «Баффало Сейбрс». Цього сезону швед вперше зіграв у матчі всіх зірок НХЛ, а також вперше за підсумками регулярного чемпіонату вівдіграв всі 82 гри за клуб. У плей-оф 2012 «Канакс» поступились в першому раунді «Лос-Анджелес Кінгс».
18 січня 2013 захисник уклав новий шестирічний контракт з «Ванкувер Канакс».
22 грудня 2018 Едлер побив рекорд Маттіаса Елунда за кількістю матчів проведених захисником за клуб. 28 березня 2019 Едлер перевершив Елунда і за кількістю закинутих шайб — 94.
20 червня 2019 Едлер підписав новий дворічний контракт із Ванкувером. 16 січня 2020 Александр перевершив рекорд Денніса Кірнса за кількістю результативних передач захисника у більшості.
Був гравцем молодіжної збірної Швеції, у складі якої брав участь у 6 іграх. У складі національної збірної команди Швеції двічі став чемпіоном світу та ще одного разу став срібним призером Олімпійських ігор у 2014 році.

## Нагороди та досягнення
- Учасник матчу всіх зірок НХЛ — 2012.
- Чемпіон світу — 2013, 2017.
- Срібний призер Олімпійських ігор — 2014.

## Статистика

### Клубні виступи
| Сезон        | Клуб                 | Ліга         | Регулярний сезон | Регулярний сезон | Регулярний сезон | Регулярний сезон | Регулярний сезон | Плей-оф | Плей-оф | Плей-оф | Плей-оф | Плей-оф |
| Сезон        | Клуб                 | Ліга         | І                | Г                | П                | О                | ШХ               | І       | Г       | П       | О       | ШХ      |
| ------------ | -------------------- | ------------ | ---------------- | ---------------- | ---------------- | ---------------- | ---------------- | ------- | ------- | ------- | ------- | ------- |
| 2001–02      | «Ємтланд»            | Див. 1       | 8                | 0                | 1                | 1                | 2                | —       | —       | —       | —       | —       |
| 2002–03      | «Ємтланд»            | Див. 1       | 8                | 2                | 1                | 3                | 0                | —       | —       | —       | —       | —       |
| 2003–04      | «Ємтланд»            | ШВЕ.2 U20    | 6                | 0                | 3                | 3                | 6                | —       | —       | —       | —       | —       |
| 2003–04      | «Ємтланд»            | ШВЕ.3        | 24               | 3                | 6                | 9                | 20               | —       | —       | —       | —       | —       |
| 2004–05      | МОДО                 | J20          | 33               | 8                | 15               | 23               | 40               | 5       | 1       | 0       | 1       | 6       |
| 2005–06      | «Келона Рокетс»      | ЗХЛ          | 62               | 13               | 40               | 53               | 44               | 12      | 3       | 5       | 8       | 12      |
| 2006–07      | «Манітоба Мус»       | АХЛ          | 47               | 5                | 21               | 26               | 16               | —       | —       | —       | —       | —       |
| 2006–07      | «Ванкувер Канакс»    | НХЛ          | 22               | 1                | 2                | 3                | 6                | 3       | 0       | 0       | 0       | 2       |
| 2007–08      | «Ванкувер Канакс»    | НХЛ          | 75               | 8                | 12               | 20               | 42               | —       | —       | —       | —       | —       |
| 2008–09      | «Ванкувер Канакс»    | НХЛ          | 80               | 10               | 27               | 37               | 54               | 10      | 1       | 7       | 8       | 6       |
| 2009–10      | «Ванкувер Канакс»    | НХЛ          | 76               | 5                | 37               | 42               | 40               | 12      | 2       | 4       | 6       | 10      |
| 2010–11      | «Ванкувер Канакс»    | НХЛ          | 51               | 8                | 25               | 33               | 24               | 25      | 2       | 9       | 11      | 8       |
| 2011–12      | «Ванкувер Канакс»    | НХЛ          | 82               | 11               | 38               | 49               | 34               | 5       | 2       | 0       | 2       | 8       |
| 2012–13      | «Ванкувер Канакс»    | НХЛ          | 45               | 8                | 14               | 22               | 37               | 4       | 1       | 0       | 1       | 2       |
| 2013–14      | «Ванкувер Канакс»    | НХЛ          | 63               | 7                | 15               | 22               | 50               | —       | —       | —       | —       | —       |
| 2014–15      | «Ванкувер Канакс»    | НХЛ          | 74               | 8                | 23               | 31               | 54               | 6       | 0       | 3       | 3       | 4       |
| 2015–16      | «Ванкувер Канакс»    | НХЛ          | 52               | 6                | 14               | 20               | 46               | —       | —       | —       | —       | —       |
| 2016–17      | «Ванкувер Канакс»    | НХЛ          | 68               | 6                | 15               | 21               | 36               | —       | —       | —       | —       | —       |
| 2017–18      | «Ванкувер Канакс»    | НХЛ          | 70               | 6                | 28               | 34               | 68               | —       | —       | —       | —       | —       |
| 2018–19      | «Ванкувер Канакс»    | НХЛ          | 56               | 10               | 24               | 34               | 54               | —       | —       | —       | —       | —       |
| 2019–20      | «Ванкувер Канакс»    | НХЛ          | 59               | 5                | 28               | 33               | 62               | 17      | 0       | 7       | 7       | 20      |
| 2020–21      | «Ванкувер Канакс»    | НХЛ          | 52               | 0                | 8                | 8                | 58               | —       | —       | —       | —       | —       |
| 2021–22      | «Лос-Анджелес Кінгс» | НХЛ          | 41               | 3                | 16               | 19               | 34               | 7       | 0       | 2       | 2       | 14      |
| 2022–23      | «Лос-Анджелес Кінгс» | НХЛ          | 64               | 2                | 9                | 11               | 34               | 4       | 0       | 0       | 0       | 4       |
| Усього в НХЛ | Усього в НХЛ         | Усього в НХЛ | 1,030            | 104              | 335              | 439              | 733              | 93      | 8       | 32      | 40      | 78      |

### Збірна
| Рік                | Команда            | Турнір             | Місце              | І  | Г | П | О  | ШХ |
| ------------------ | ------------------ | ------------------ | ------------------ | -- | - | - | -- | -- |
| 2006               | Швеція             | МЧС                | 5-е                | 6  | 0 | 1 | 1  | 6  |
| 2008               | Швеція             | ЧС                 | 4-е                | 8  | 1 | 2 | 3  | 12 |
| 2013               | Швеція             | ЧС                 | 1                  | 2  | 0 | 1 | 1  | 25 |
| 2014               | Швеція             | ОІ                 | 2                  | 4  | 1 | 1 | 2  | 0  |
| 2017               | Швеція             | ЧС                 | 1                  | 10 | 2 | 2 | 4  | 4  |
| Молодіжна збірна   | Молодіжна збірна   | Молодіжна збірна   | Молодіжна збірна   | 6  | 0 | 1 | 1  | 6  |
| Національна збірна | Національна збірна | Національна збірна | Національна збірна | 24 | 4 | 6 | 10 | 41 |